# Branchinecta gigas
Branchinecta gigas är en kräftdjursart som beskrevs av Lynch 1937. Branchinecta gigas ingår i släktet Branchinecta och familjen Branchinectidae. IUCN kategoriserar arten globalt som livskraftig. Inga underarter finns listade.